# Mordellistenomimus nanus
Mordellistenomimus nanus là một loài bọ cánh cứng trong họ Cerambycidae.